# Coloradoplateau

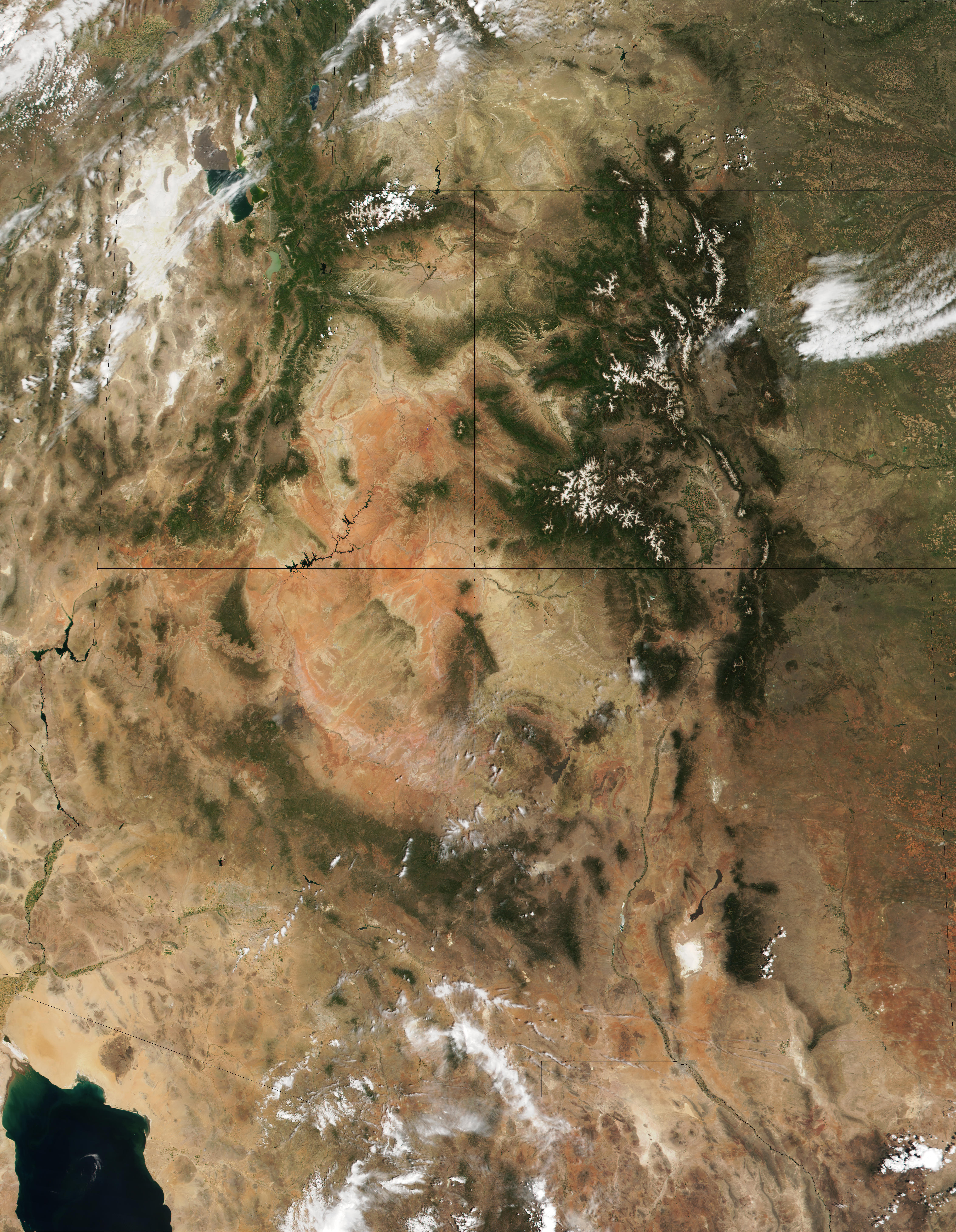
Satellietbeeld van de Four Corners (vergroot om de grenslijnen te zien) en het omliggende Coloradoplateau

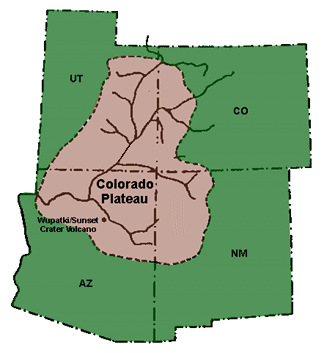
Ligging van het Coloradoplateau

Het Coloradoplateau is een fysiografische regio en een woestijn in het zuidwesten van de Verenigde Staten, ruwweg rond het grenspunt tussen de deelstaten Colorado, New Mexico, Utah en Arizona. 
Het Coloradoplateau bestaat voornamelijk uit een relatief hoog gelegen woestijn (high desert) met verspreide beboste gebieden. In het zuidwesten van het Coloradoplateau ligt de bekende Grand Canyon van de rivier de Colorado. Het gebied bevindt zich voor 90% in het stroomgebied van de Colorado en zijn zijrivieren zoals de Green River, San Juan en Little Colorado. Het grootste deel van de resterende 10% behoort tot het stroomgebied van de Rio Grande.
Een groot deel van het plateau is landschappelijk en geologisch verwant met de Grand Canyon. Het plateau wordt daarom ook wel "Red Rock Country" genoemd, naar de helder rode kleur van de naakte rotsen. Op het plateau vindt men domes, hoodoos, geologische restanten van riffen, natuurlijke bruggen en smalle kloven (slot canyons).

## Geografie
Het Colorado Plateau is een hooggelegen, grotendeels woestijnachtig gebied in het zuidwesten van de Verenigde Staten, verspreid over Utah, Arizona, Colorado en New Mexico. Het wordt begrensd door de Rocky Mountains in het oosten en noorden, de Uinta- en Wasatchgebergten in Utah, de Basin and Range Province in het westen en de Rio Grande Rift in het zuiden.
Het plateau bestaat uit zes geografische secties: de Uinta Basin, High Plateaus, Grand Canyon, Canyon Lands, Navajo en Datil Section. In Utah omvat het plateau meerdere door breuken gescheiden plateaus zoals het Kaiparowits-, Aquarius-, Sevier-, Paunsaugunt- en Tavaputsplateau. De High Plateaus Section is het hoogst gelegen deel, met hoogten tussen 1.500 en 3.350 meter.
Kenmerkend zijn de vlak liggende sedimentaire gesteenten, zichtbaar in formaties zoals de Grand Canyon en de Grand Staircase, met kleurrijke kliffen als de Chocolate-, Vermillion-, White-, Gray- en Pink Cliffs. Door het droge klimaat en geringe vegetatie zijn de geologische lagen goed zichtbaar, wat het gebied tot een belangrijk onderzoeksgebied voor geologen maakt.
Het plateau is rijk aan natuurlijke hulpbronnen zoals uranium, steenkool, aardolie en aardgas. De American Association of Petroleum Geologists deelt het plateau in vier geologische provincies in: het Plateau Sedimentary Province, Black Mesa Basin, San Juan Basin en Paradox Basin.

## Ecologie
Deze ecoregio bestaat uit hoogvlakte met rotsen, kloven, plateaus en bergen. Door de hoogte en de ligging is het klimaat droog met koude winters en warme zomers.

### Flora
Er zijn drie hoofdtypen vegetatie:
- Pinyon-juniperbossen: Dit zijn open bossen met lage bomen zoals pinyonpijnbomen (Pinus edulis) en jeneverbes (Juniperus-soorten). De bodem is vaak bedekt met grassen, salie (zoals Artemisia tridentata), en andere struiken.
- Graslanden: Deze komen voor in de lagere, warmere delen. Hier groeien grassen, struiken, cactussen en yucca.
- Bergbossen: In de hogere gebieden groeien ponderosapijnbomen, esp (Populus tremuloides) en in het noorden ook lodgepole-pijnbomen (Pinus contorta).

### Fauna
In het struikgewas van het Colorado Plateau leven veel dieren:
- Grote zoogdieren: zoals Muildierherten, poema’s, pronghorns, elanden, coyotes, en vossen.
- Kleine zoogdieren: zoals stekelvarkens, konijnen, chipmunks, grondeekhoorns en muizen.
- Vogels: zoals de pinyongaai, junipermees, rotswinterkoning, kolibrie, roodstaartbuizerd, gouden adelaar en verschillende soorten junco’s in de winter.
- Reptielen: zoals de korthoornhagedis en ratelslangen.

### Bescherming
Ongeveer 12% van het gebied is beschermd als natuurgebied of nationaal park. De algemene ecologische toestand van het gebied wordt beschouwd als relatief stabiel.

## National Parks
Het Colorado Plateau kent de grootste concentratie van nationale parken en nationale monumenten in de Verenigde Staten buiten de metropolitane regio van Washington D.C. Deze dichtheid aan beschermde natuurgebieden onderstreept de unieke geologische, ecologische en culturele waarde van het plateau. In totaal liggen er maar liefst negen nationale parken verspreid over het plateau, elk met hun eigen karakteristieke landschappen en natuurlijke wonderen.
Tot deze nationale parken behoren: Grand Canyon, Zion, Bryce Canyon, Capitol Reef, Canyonlands, Arches, Mesa Verde en Petrified Forest. Enkele van de achttien nationale monumenten zijn Bears Ears, Rainbow Bridge, Dinosaur, Hovenweep, Wupatki, Sunset Crater Volcano, Grand Staircase-Escalante, Natural Bridges, Canyons of the Ancients, Nationaal Historisch Park van de Chacocultuur en het Colorado National Monument.

### Galerij
- Gemeinsame Normdatei: 4010409-6
- Library of Congress Control Number: sh85028685
- Nationale Bibliotheek van Tsjechië: ge134122
- Nationale Bibliotheek van Israël: 987007284890405171
- Virtual International Authority File: 233666076